# Comtat de Guînes
El comtat de Guînes fou una jurisdicció feudal del nord de França centrat a Guînes a la moderna regió Nord-Pas de Calais. L'antic blasó dels senyors de Guînes va ser adoptat pel municipi al segle xix. És variat d'or i d'atzur, i en cap d'atzur amb tres flors de lis d'or. Segons François-Alexandre de La Chenaye-Aubert i Jacques Badier, en el seu Diccionari de la noblesa, el comtat de Guînes va ser un dels primers grans comtats que van ser hereditaris sota els carolingis

## Història
Sembla encara que, des del segle vii, el territori formava part del comtat de Flandes que englobava tot el país comprès entre el Somme i l'Escalda. Cap al 663, Walbert, comte d'Arques, va posar en mans de sant Bertí, apòstol de la regió de Saint-Omer (comarca d'Audomarois) i fundador de l'abadia que porta el seu nom, totes les terres que posseïa a Guînes; però la primera menció que podríem dir oficial del nom de Gisna, Guînes, no es troba fins al 807 en un acte de donació datat l'11 d'octubre del mateix any, pel qual una senyora anomenada Lebtruda transmetia als frares de la cèlebre abadia les propietats que tenia a les vores de Ghisnervlet, riu de Guînes, i un lloc anomenat Wasconingawalla, paraula en la qual és fàcil reconèixer el nom actual de La Walle.
El comtat de Guînes comprenia les castlanies de Guînes i Tournehem, la senyoria d'Ardres, i les terres de Bredenarde i d'Audruicq. Va augmentar després amb la castellania de Bourbourg, a Flandes, incloent el país de l'Angle (sobre la riba esquerra de l'Aa), pel matrimoni del comte Arnold II amb Beatriu de Bourbourg (cap a 1194).

Al segle xii, el territori i la ciutat de Guînes van patir de manera terrible amb les guerres que van oposar al rei de França Felip August i el comte de Flandes. Van ser envaïts diverses vegades per les tropes reials així com les de Renald I de Dammartin, comte de Boulogne. Malgrat aquestes catàstrofes, Arnold II va tenir tanmateix el 1214 el consol de participar en la batalla de Bouvines al costat de Felip II de França, del qual havia esdevingut vassall.
Arnold III, dotzè comte de Guînes, fou fet presoner a la batalla de Walcheren (Zelanda) el 12 de juliol de 1253, i per redimir-se va haver de vendre el seu comtat al rei de França, el 1283. Vuit anys més tard tanmateix, el 1295, Felip IV de França en va tornar una part a Joana de Guînes, neta d'Arnold III, esposa de Joan II de Brienne, comte d'Eu qui va prendre llavors el títol de comte d'Eu i de Guînes. La castellania de Tournehem va ser tanmateix separada del comtat de Guînes i va quedar unida al comtat d'Artois.
El 19 de novembre de 1350 Raül II de Brienne, quinzè i darrer comte de Guînes, conestable de França, acusat de traïció després de la presa de Caen pels anglesos (1346), va ser decapitat a París, per ordre de Joan II el Bo que va donar el comtat d'Eu a Joan d'Artois i va unir el comtat de Guînes al domini reial. Tres anys després de la presa de Calais, el 22 de gener de 1351, el castell de Guînes va ser lliurat per traïció als anglesos, i el 1360, el tractat de Brétigny va abandonar completament al rei d'Anglaterra la ciutat i el seu comtat.
El comtat de Guînes va ser recuperat per Carles VI de França el 1374 i reunit al domini de la corona. Marck i Calais, que els anglesos havien ocupat des de 1347, van ser conservats per aquestos fins al 1558.
El comtat de Guînes, com els comtats de Boulogne i de Saint-Pol, va entrar en l'esfera d'influència de l'Artois, i, a excepció dels territoris que van ser temporalment ocupats per Anglaterra, van seguir els seus destins.

## Subdivisions
En el moment de la incorporació al domini reial francès, el 1284, el comtat comprenia Ardres, Hardewic, Brédenarde, Tornehen i el port de Witsan, amb dotze baronies i quatre castellanies.

## Llista de comtes
- Sigfrid I de Guînes anomenat el Danès (vers 940 † després 965), vers 965 primer comte vassall de Flandes, casat el 964 amb Elstruda de Gant, filla d'Arnold I el Vell de Flandes i d'Alix o Adela de Vermandois.
- Ardolf I de Guînes el Pòstum (vers 966 † després 996) vers 966-996, fill de Mafalda de Boulogne (965/966 - † després de 996)
- Raül I o Rodolf I de Guînes, 997-1036, fill, casat amb Rosella de Saint-Pol (vres 995 † 30 de maig de 1036)
- Eustaqui I de Guînes, 1036-1052/1065, fill, casat amb Susana de Ghermines (o de Gramines) (vers 1015 † ?) filla de Sigers de Ghermines
- Balduí I de Guînes, 1052/1065-1091, fill, casat amb Adela Cristiana d'Holanda (vers 1045 †1085), filla de Florenci I d'Holanda
- Manassès I de Guînes àlies Robert, 1091-1137, fill, casat amb Emma de Tancarville (vers 1080 †ap.1140)
- Sibilla de Guînes (vers 1110 † vers 1137) 1137, filla
- Enric de Bourbourg (vers 1115 †1168), 1137, marit de Sibilla de Guînes
- Beatriu de Bourbourg (vers 1133 † abans de 1142)
- Albert de Guînes o «Alberic» 1137-1142 marit de Beatriu de Bourbourg
- Arnold I de Guînes, 1137-1169, fill de Gisela de Guînes (filla de Balduí I de Guînes), casat amb Mafalda de Saint Omer (vers 1115 †?)
- Balduí II de Guînes, 1169-1205, fill, casat amb Cristine de Marck (vers 1140 † 2 de juliol de 1177)
- Arnold II de Guînes, 1205-1220, fill, casat amb Beatriu de Bourbourg (vers 1175 †1214) castellà de Bourbourg a Ardres, senyor d'Ardres
- Balduí III de Guînes, 1220-1244, fill, castellà de Bourbourg i senyor d'Ardres, casat amb Mafalda de Fiennes (vers 1205 †?)
- Arnold III de Guînes el Vell o el Gran, 1244-1283, fill, castellà de Bourbourg, senyor d'Ardres i comte d'Alost, casat amb Alix de Coucy (vers 1225 †?), filla d'Enguerrand III de Coucy.
- El 1284 va vendre el comtat al rei Felip IV de França.
- Baldui IV de Guînes (? †1295), pretendent al comtat de Guînes (1283 a 1293) casat amb Caterina de Montmorency i pare de Joana de Guînes
- Joan I de Guînes i II de Brienne († 1302), 1293-1331, comte d'Eu, marit de Joana de Guînes que per cessió de part de Guînes pel rei de França, agafa el títol de comte d'Eu i de Guînes (per judici de 1295 va anul·lar la venda de 1284)
- Raül II de Guînes i I de Brienne (†1344), 1331-1345, fill, comte d'Eu i de Guînes conestable de França, casat amb Joana de Mello
- Raül III de Guînes i II de Brienne († 19 de novembre de 1350) 1345-1350, fill, darrer comte de Guînes, conestable de França], casat amb Caterina de Savoie, filla de Lluís II de Savoia.
- Comtat confiscat pel rei de França, Joan II el Bo.

Posteriorment el comtat fou cedit a la família de la Trémoille:
- Jordi de la Trémoille, comte de Guînes († 6 de maig de 1446) 1398-1446 casat a Joana d'Alvèrnia.
- Lluís I de la Trémoille († 1483), 1446-1483, fill, casat amb Margarita, vescomtessa de Thouars.
- Lluís II de la Trémoille († 24 de febrer de 1525) 1483-1525, fill, casat amb Gabriela de Borbó.
  - Carles de la Trémoille († 13/09/1515 a Marignan), fill i hereu, casat amb Lluïsa de Coëtivy.
- Francesc de la Trémoille, († 7 de gener de 1541) 1525-1541, net, casat amb Anna de Montfort-Laval.
- Lluís III de la Trémoille, († 25 de març de 1577), 1541-1577, fill, casat amb Joana de Montmorency.
- El comtat va restar en mans de la família fins que va passar a la branca dels Bonnières de Guînes. El darrer comte (i després duc) fou Adrià Lluís de Bonnières de Sousastres, comte i duc de Guînes (1735 - 1806)